# 청주 신형호 고가
청주 신형호 고가(淸原 申鑅浩 古家)는 충청북도 청주시 상당구 가덕면에 있는 조선시대의 건축물이다. 1985년 12월 28일 충청북도의 유형문화재 제148호로 지정되었다.

## 개요
조선 고종 18년(1881)에 지은 기와집이다.
본래는 안채와 사랑채·곡간채·뜰·아래채·마부채 등이 있었으나, 한말에 이 집에 살던 신정식이 의병에게 숙식을 제공했다는 이유로 일본군이 불을 질러 지금은 안채만 남아 있다.
안채의 구조는 2칸의 대청을 중심으로 왼쪽에 부엌과 마루가 달린 건넌방을, 오른쪽에 부엌과 마루가 달린 안방과 웃방이 있다. 앞면 5칸·옆면 4칸의 ㄱ자로 되어있으며, 지붕은 옆모습이 여덟 팔(八)자 모양인 팔작지붕이다.

## 참고 자료
- 청주 신형호 고가 - 국가유산청 국가유산포털